# Nicolas le Jardinier
Raymond Mondet, alias Nicolas le Jardinier, né le 30 décembre 1928 à Romainville et mort le 21 novembre 2018 à Montreuil, est un journaliste, animateur de télévision et de radio et chroniqueur français.
Ancien rédacteur en chef du magazine Rustica, il a animé plusieurs émissions sur le jardinage sur la chaîne TF1 dans les années 1980. 

## Biographie

### Famille et études
Son père, Rémi Mondet (1892-1976), est un maréchal-ferrant natif de Coslédaà-Lube-Boast (Pyrénées-Atlantiques), et exerçant à Romainville. Après une première expérience dans les assurances, Raymond Mondet devient jardinier. En 1944, il reprend ses études à l'école du Breuil et devient jardinier quatre branches en 1948, le plus haut niveau d'études de jardinage.

### Carrière médiatique
Raymond Mondet est rédacteur en chef du magazine Rustica à partir de 1958. En 1969, l'éditeur Georges Dargaud, qui a racheté Rustica, lui donne l'idée du pseudonyme « Nicolas le Jardinier ». Après avoir exercé pendant 25 ans au magazine, Nicolas le Jardinier se tourne vers la télévision et la radio.
Il devient à partir de 1980 le célèbre jardinier du paysage audiovisuel français et présente sur TF1 une émission intitulée Cultivons notre jardin. À partir de 1982, il participe à La Maison de TF1 présentée par Évelyne Dhéliat et Jean Lanzi. Nicolas le Jardinier est l'un des « spécialistes » et tient une rubrique sur le jardinage dans laquelle il compose un potager et un jardin d'agrément. Il anime ensuite Le jardin de Nicolas sur TF1 et a travaillé ensuite sur La Cinq jusqu'en 1992.
À la radio, il a été chroniqueur sur Europe 1.

### Vie privée
Il se marie en 1958, mais le couple se sépare rapidement. Il refuse pendant plusieurs années de divorcer par conviction religieuse.
Après avoir accepté de le faire, il se remarie. Ils ont, lui et son ancienne femme, une fille : Danièle (née en 1959) et un petit-fils : Benoît (né en 1979).

### Fin de vie et mort
Retiré du monde des médias, Raymond Mondet s'installe définitivement dans une propriété héritée de ses grands-parents à Romainville. Il y élève poules, lapins, chèvres, y récolte son miel et cultive un grand jardin. Il donne, par ailleurs des conférences partout en France.
Il meurt le 21 novembre 2018 à 89 ans à Montreuil.
Il est inhumé au cimetière ancien de Romainville (sépulture n°208, 2°div, 3°rangée, 3°fosse).

## Publications
Sous le nom de Raymond Mondet :
- L'Univers de notre jardin, et Coll., B. Grasset, 1967, (ASIN B0014OJ8LI)
- 12 petits élevages de rapport, avec Isabelle de Jouffroy d'Abbans, La Maison Rustique, 1979, (ASIN B003X9COD6)
- Notre jardin, Piazza, 1976, (ASIN B00AETUT2G)

Sous le nom de Nicolas le Jardinier :
- La Table de Nicolas, 144 pages, éditions Rustica, 1996,  (ISBN 978-2840381402) ou  (ISBN 2-840381400)
- La foi du jardinier, 194 pages, Desclée De Brouwer, 1998,  (ISBN 978-2220041612) ou  (ISBN 2-220041611)
- Mon Jardin, 176 pages, éditions Rustica, 1999,  (ISBN 978-2840383000) ou  (ISBN 2-840383004)

## Discographie
En 1985, il a enregistré un 45 Tours deux titres, dans lequel il interprète les chansons Bonjour, Nicolas ! et On a tous besoin de fleurs avec Pato.

## Prix
- Prix Renaissance des arts 2000[13].

## Décorations
- Commandeur de l'ordre national du Mérite (1999) ; officier (1993)[14]
- Commandeur de l'ordre du Mérite agricole (1963)[15]